# Cathédrale Saint-Philippe de San Felipe
La cathédrale Saint-Philippe ou cathédrale de San Felipe (espagnol : Catedral de San Felipe) est l'église cathédrale du diocèse catholique de San Felipe, dans la région de Valparaíso, au Chili.

## Historique
L'église paroissiale Saint-Philippe-Apôtre est construite en 1740 lors de la fondation de la ville de San Felipe, en tant qu'église principale de l'Aconcagua, en face de la Place d'Armes. Son premier curé est Don José de Rojas y Ovalle. En 1845, Don José de los Dolores Villarroel entreprend la reconstruction de l'église paroissiale, financée en totalité par les paroissiens ; ses travaux sont terminés en 1850.
L'église Saint-Philippe devient le siège épiscopal du nouveau diocèse de San Felipe lors de son érection en 1925 par le pape Pie XI.
La cathédrale Saint-Philippe est déclarée « monument national » en 1989, à la fois pour son histoire, pour sa valeur architecturale, et pour l'importance qu'elle a pour les habitants.

## Notes et références

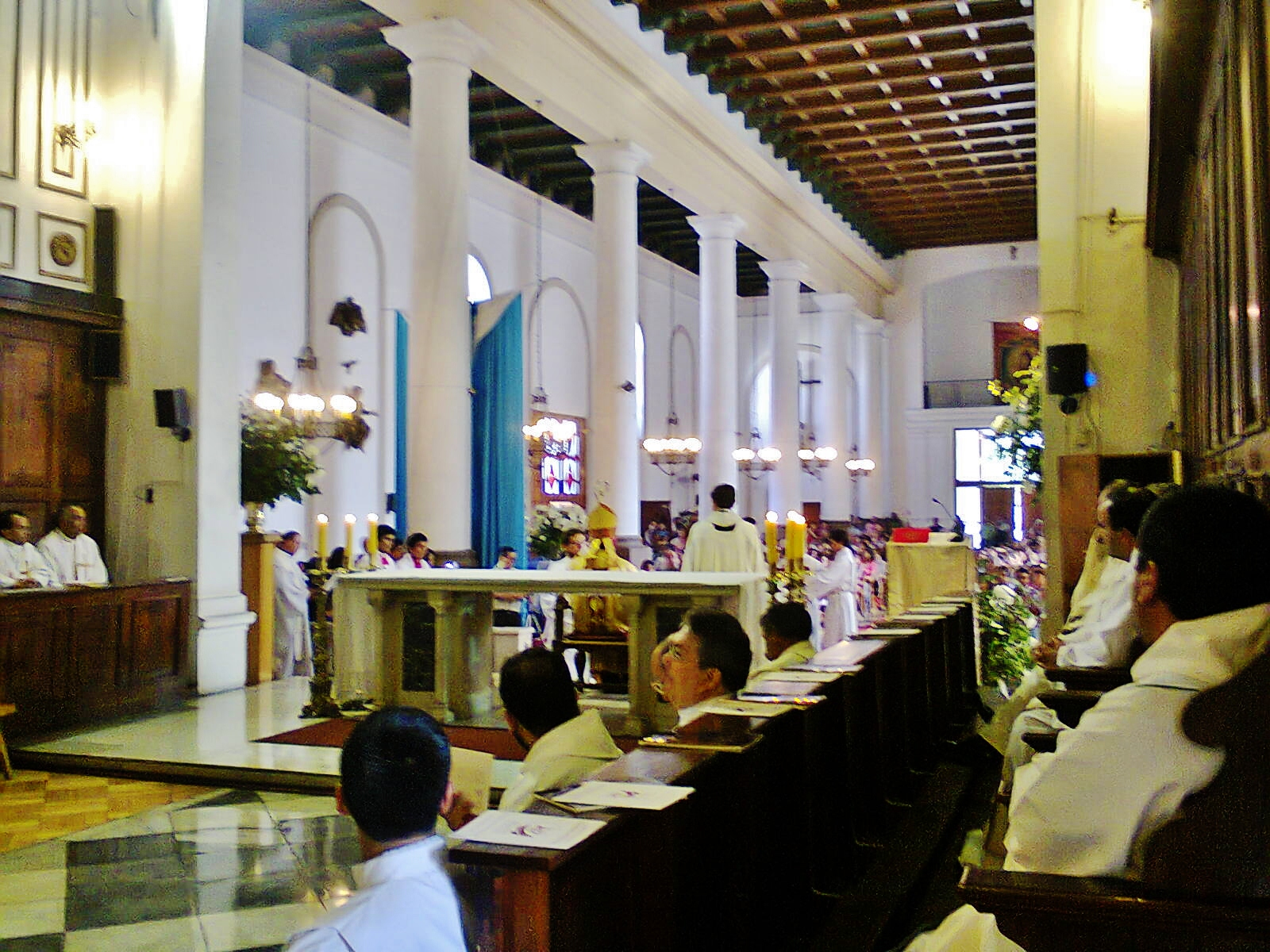
Vue intérieure